# Liberalna Partia Australii
Liberalna Partia Australii (Liberal Party of Australia) – australijska partia polityczna założona w 1945, która od momentu swojego powstania zdominowała centro-prawicową scenę polityczną w Australii, konkurując z centro-lewicową Partią Pracy. Praktycznie od momentu założenia pozostaje w stałej koalicji z Narodową Partią Australijską.
Partia została założona 31 sierpnia 1945 przez Roberta Menziesa, późniejszego premiera Australii. Partia powstała przez połączenie wielu mniejszych partii, głównie konserwatywnych, jak na przykład odgrywająca wówczas duże znacznie Narodowa Liga Kobiet.
W ostatnich latach polityka partii przesunęła się jeszcze bardziej w prawo, szczególnie pod względem polityki socjalnej. Były premier Australii, wywodzący się z Partii Liberalnej John Howard był politykiem bardzo konserwatywnym, pod jego przywództwem od 1996 do 2007 Australia zbliżyła się bardzo do Stanów Zjednoczonych kosztem pogorszenia stosunków z większością państw azjatyckich.

## Liderzy Liberalnej Partii Australii
- 1945–1966: Robert Menzies
- 1966–1968: Harold Holt
- 1968–1971: John Gorton
- 1971–1972: William McMahon
- 1972–1975: Billy Snedden
- 1975–1983: Malcolm Fraser
- 1983–1985: Andrew Peacock
- 1985–1989: John Howard
- 1989–1990: Andrew Peacock
- 1990–1994: John Hewson
- 1994–1995: Alexander Downer
- 1995–2007: John Howard
- 2007–2008: Brendan Nelson
- 2008–2009: Malcolm Turnbull
- 2009–2015: Tony Abbott
- 2015-2018: Malcolm Turnbull
- 2018-2022: Scott Morrison
- Od 2022: Peter Dutton